# Legio XIV Gemina
La Legio XIV Gemina (Decimocuarta legión «gemela») fue una legión romana, creada por Octaviano después del año 41 a. C., con un importante historial militar a lo largo de todo el Imperio romano, donde se cubrió de gloria en numerosas acciones militares, entre ellas en la conquista romana de Britania y en la Batalla de Watling Street. El cognomen Gemina (gemela en latín) sugiere que la legión es el resultado de la fusión de dos precedentes, una de ellas posiblemente la XIV que luchó en la batalla de Alesia. Martia Victrix (Victoria marcial) fueron cognomina añadidos por Nerón tras la victoria sobre Boudica. El emblema de la legión era el Capricornio, como en muchas de las legiones que creó Augusto.

## Campañas

### Invasión de Britania
Acuartelada en Mogontiacum, en el distrito militar de Germania Superior, desde el año 9, la XIV Gemina Martia Victrix fue una de las cuatro legiones seleccionadas por el emperador Claudio I en 43 para la invasión romana de Britania, sirviendo a las órdenes del general Aulo Plaucio. Su base principal se estableció en Ratae Corieltauvorum (45-c.55) y después fue movida a Viroconium (actual aldea de Wroxeter). También intervino en la derrota de Boudicca en el 60 o 61. Alrededor de 66/67 de se trasladó a Danubio durante la planificación de una campaña en el Cáucaso contra los partos. En el año 68 los gobernadores Galia Lugdunense de Galia Lugudunense y Galba de Hispania prepararon el derrocamiento de Nerón, el emperador puso a la legión en marcha hacia el norte de Italia. En 69 la legión se puso de lado de Otón. Después de la Primera batalla de Bedriacum la legión volvió Viroconium en Britania y no participó en las luchas entre Vitelio y Vespasiano. Poco después la legión abandonó definitivamente Britania, para volver a Moguntiacum (Maguncia),  en Germania Superior.

### Rebelión en el Rin

Mapa del Imperio romano en el año 125, bajo el emperador Adriano, mostrando a la LEGIO XIV GEMINA, acuartelada junto al río Danubio en Carnunto (Petronell, Austria), en la provincia de Panonia Superior, desde 106 hasta el siglo V

En 89 el gobernador de Germania Superior, Lucio Antonio Saturnino, se rebeló contra Domiciano, con el apoyo de la XIV y la XXI.ª Rapax, pero la revuelta fracasó.

### Defensa de Panonia
Cuando se perdió la legión XXI.ª, en 92, la XIV Gemina fue enviada a Panonia a sustituirla, acampando en Vindobona (Viena). Después de una guerra con los sármatas y las Guerras dacias de Trajano (101–106), la legión se trasladó a Carnuntum, donde permaneció durante tres siglos. Algunas subunidades de la XIV lucharon en las guerras contra los mauri con Antonino Pío, y la legión participó en la campaña pártica del emperador Lucio Vero. Durante su guerra contra los marcomanos, el emperador Marco Aurelio tuvo su cuartel general en Carnuntum.

### En apoyo de Septimio Severo
En 193, tras la muerte de Pertinax, el comandante de la XIV, Septimio Severo, fue aclamado como emperador por las legiones de Panonia, y sobre todo la suya propia. La XIVGemina luchó por su emperador en su marcha hacia Roma para atacar al usurpador Didio Juliano (193), contribuyendo a la derrota del usurpador Pescenio Níger (194), y probablemente luchó en la campaña parta que acabó con el saqueo de la capital del imperio, Ctesifonte (198).

### En apoyo de candidatos al trono
En el período turbulento posterior a la derrota del emperador Valeriano, la XIV Gemina apoyó al usurpador Regaliano contra el emperador Galieno (260), luego a Galieno contra Póstumo del Imperio Galo (obteniendo el título de VI Pia VI Fidelis—"seis veces fiel, seis veces leal"), y, tras la muerte de Galieno, al emperador galo Victorino (269–271).

## SigloV
A comienzos del siglo V, la XIV Gemina seguía asignada a la base de Carnuntum. Probablemente se disolvió con la caída de la frontera danubiana en los años 430. La Notitia Dignitatum incluye en la lista una unidad comitatensis Quartodecimani a las órdenes del Magister Militum per Thracias; es posible que esta unidad fuera la XIV Gemina.

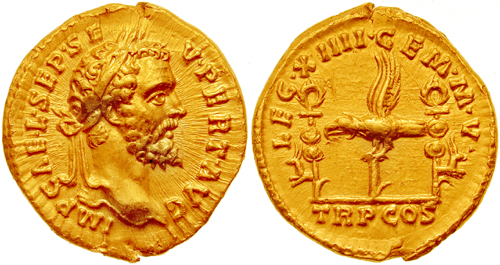
Áureo acuñado por Septimio Severo en 193, en honor de la (Legio XIV Gemina) XIIII Gemina Martia Victrix, la legión que le declaró emperador. Nótese el estandarte con el águila, el símbolo de las legiones romanas.
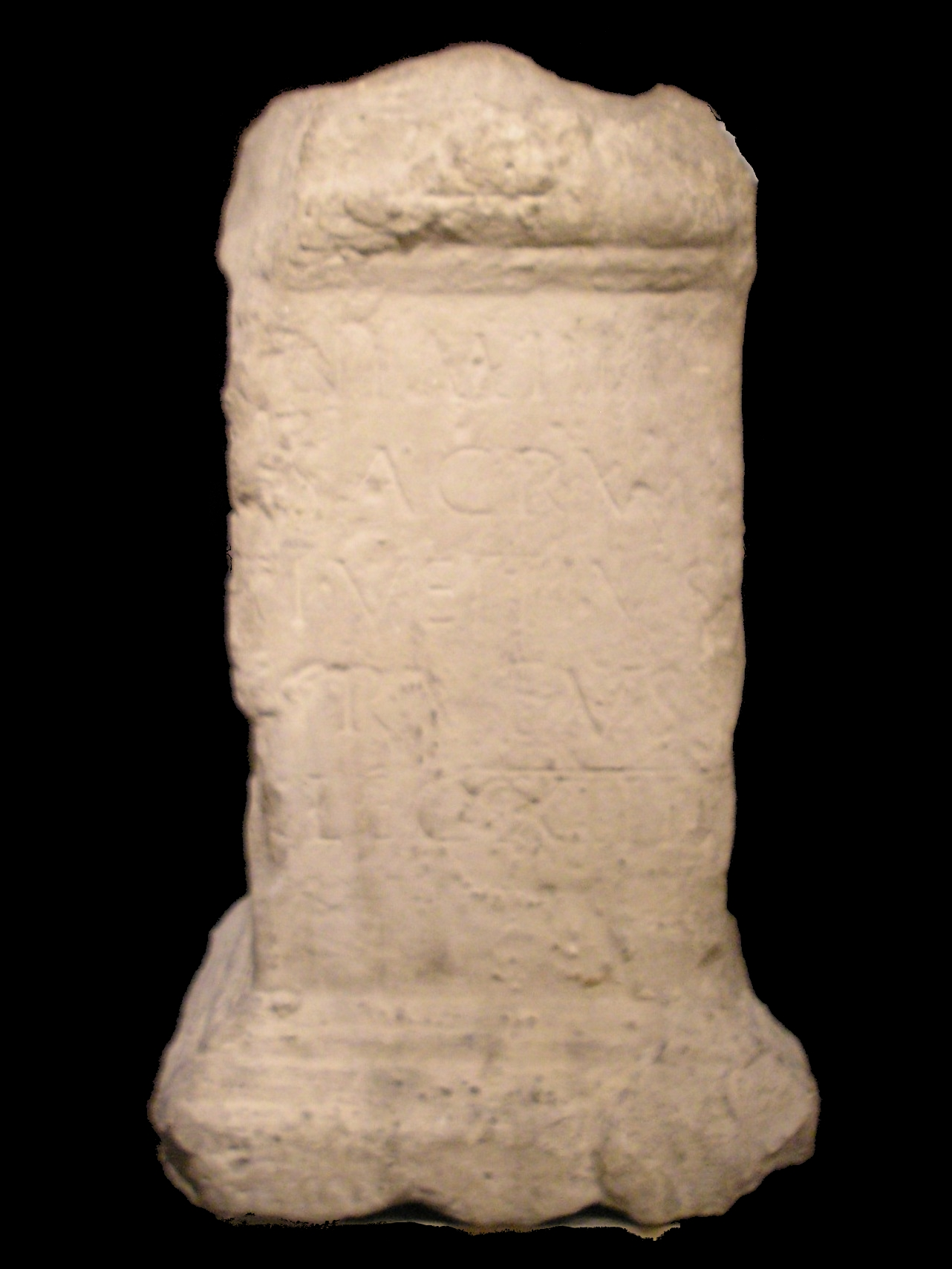
Altar votivo dedicado a las ninfas por el centurión de la unidad T. Vetio Rufo a principios del siglo III.
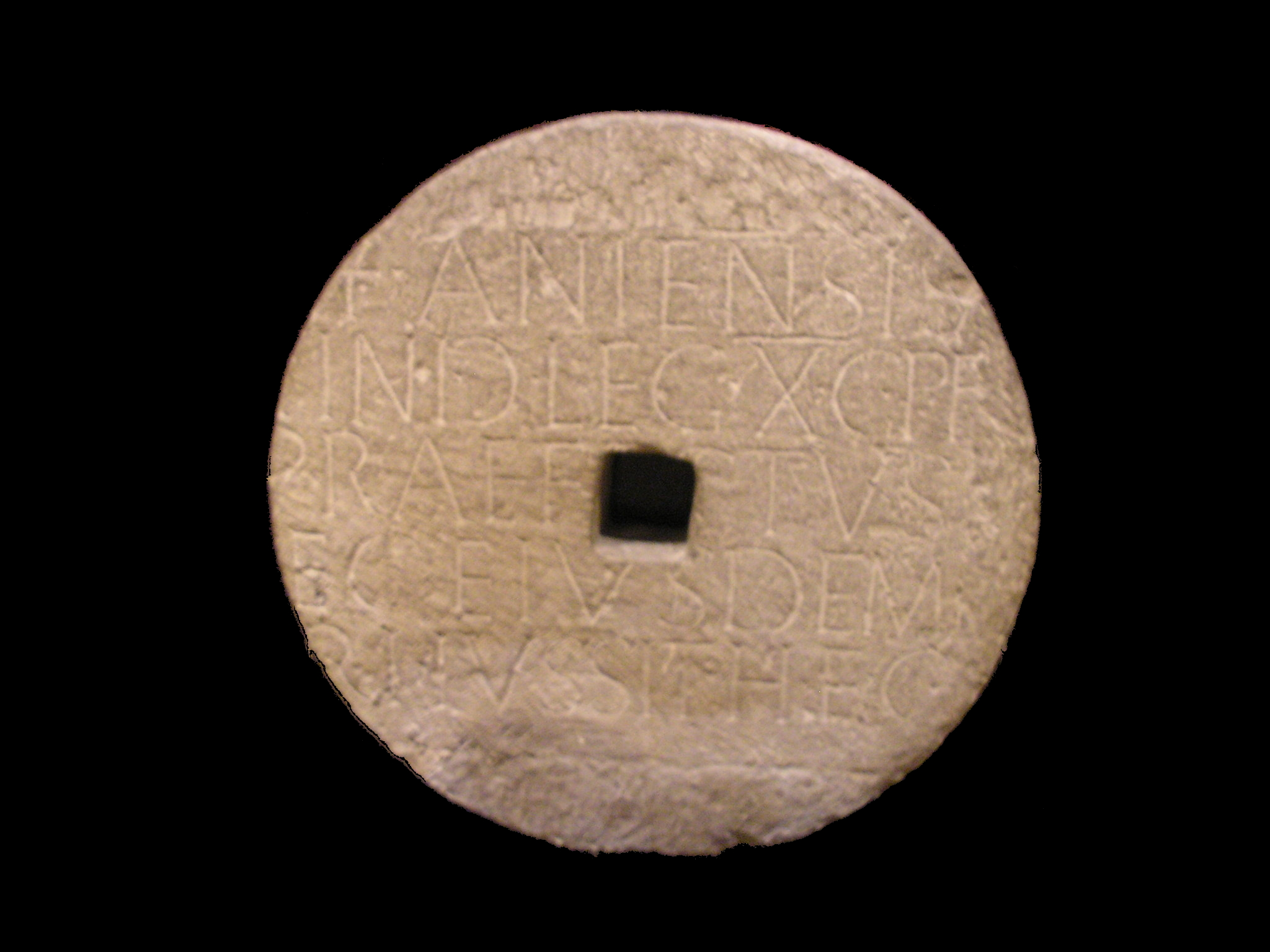
Inscripción funeraria u honoraria procedente de Vindobona dedicada a un centurión de la Legio X Gemina que alcanzó los rangos de Primus pilus y Praefectus castrorum en la Legio XIV Gemina.